# زرق ورق
زرق ورق برنامج منوعات كوميدي عراقي، بطولة أياد راضي، آلاء حسين، سولاف جليل، إحسان دعدوش، وعلي جابر. يعرض على قناة الشرقية ضمن فقرات برامجها الرمضانية. تكون البرنامج من عدة مشاهد كوميدية أشهرها «أبو فليس»، «الحشاشة»، و«إنكلوزو».
عرض الموسم الأول من البرنامج في شهر رمضان في عام 2014، والموسم الثاني في رمضان 2015، واستمر لموسم ثالث بدأ عرضه في رمضان 2017، (27 مايو، 2017)، وعرض الموسم الرابع في رمضان 2018. لاقى البرنامج استحسان النقاد والمشاهدين ويُعد من أنجح برامج قناة الشرقية الكوميدية.

## الممثلين والشخصيات

### شخصيات رئيسية
- إياد راضي، الشخصيات - (خلف، وعدة شخصيات) [3]
- آلاء حسين، الشخصيات - (منى، جوري، وعدة شخصيات)
- احسان دعدوش، الشخصيات - (عبودي، لفته، حازم، وعدة شخصيات)
- علي جابر، الشخصيات - (لازم، وعدة شخصيات)
- علي قاسم الملاك، الشخصيات - (فراس، وعدة شخصيات)
- نسمة، الشخصيات - (عدة شخصيات)
- سولاف جليل، الشخصيات - (عدة شخصيات)
- عدي عبد الستار، الشخصيات - (عدة شخصيات)
- سعد خليفة، الشخصيات (عدة شخصيات)

## الحلقات

### نظرة عامة
| الموسم | الموسم | الحلقات | تاريخ البثّ  |
| ------ | ------ | ------- | ----------- |
| 1      |        | 30      | رمضان 2014؛ |
| 2      |        | 30      | رمضان 2015؛ |
| 3      |        | 30      | رمضان 2017؛ |
| 4      |        | 30      | رمضان 2018؛ |

## وصلات خارجية
- الموقع الرسمي